# Coti IV
Coti IV (in greco antico: Κότυς?; fl. II secolo) è stato re del Regno degli Odrisi in Tracia dal 170 a.C. al 160 d.C. circa, in successione a suo padre Seute IV.